# 五里桥街道
五里桥街道是中国上海市黄浦区下辖的一个街道。面积3.09平方公里，其中水域面积0.49平方公里。常住人口96559人（2020年）。街道名字來自由顧從禮資助建造的一座名為「五里桥」的橋。

## 行政区划
五里桥街道下辖桥一居委会、桥二居委会、中二居委会、中一居委会、铁一居委会、铁二居委会、瞿南居委会、瞿中居委会、瞿东居委会、瞿西居委会、斜土居委会、打浦居委会、蒙自居委会、龙华居委会、丽园居委会、桑城居委会、紫荆居委会、瑞南居委会、海悦居委会。